# NK Mladost Satnica Đakovačka
NK Mladost je nogometni klub iz Satnice Đakovačke.

## Povijest
Klub je osnovan 1935. godine pod nazivom Jedinstvo. Godine 1961. klub na inicijativu mladih mijenja ime u ONK Mladost, dok danas djeluje pod nazivom NK Mladost. 

## Uspjesi
Najveći uspjesi kluba su osvojeno 1. mjesto u Općinskoj ligi Đakovo u sezoni 1974./75., plasman i natjecanje u Osječkom podsavezu natjecateljske godine 1975./76. godine, te nekoliko drugih mjesta u Općinskoj ligi Đakovo. 

U sezoni 2006./07. klub osvaja prvo mjesto u 2. ŽNL Osječko-baranjska, NS Đakovo te time ostvaruje povijesni plasman u 1. županijsku nogometnu ligu  – Osječko-baranjske županije.

NK Mladost pobjednik je Kupa Nogometnog središta Đakovo za 2004., 2006. 2007. 2010. 2019. 2020 . 2021 . godinu. 

- Prvak 1. ŽNL Osječko-baranjska za sezonu 2018./19., čime je ostvaren najveći uspjeh u povijesti kluba i ulazak u 4. rang natjecanja, odnosno MŽNL Osijek – Vinkovci.

## Natjecateljske kategorije
Pored seniorske kategorije koja se natječe u 1. ŽNL Osječko-baranjskoj, NK Mladost okuplja mnoštvo djece i mladih koji se natječu u Ligi pionira i Ligi kadeta Nogometnog središta Đakovo, kao i veterane koji se natječu u Ligi veterana. 

## Statistika u prvenstvima od sezone 1999./00.
| Sezona    | Rang | Liga                                | Pozicija | Utakmice | Pobjede | Neodlučeno | Porazi | Postignuti golovi | Primljeni golovi | Bodovi |
| 1999./00. | 5.   | 2. ŽNL Osječko-baranjska, NS Đakovo | 9.       | 26       | 8       | 9          | 9      | 40                | 39               | 33     |
| 2000./01. | 5.   | 2. ŽNL Osječko-baranjska, NS Đakovo | 9.       | 26       | 10      | 5          | 10     | 42                | 40               | 35     |
| 2001./02. | 5.   | 2. ŽNL Osječko-baranjska, NS Đakovo | 10.      | 26       | 8       | 6          | 12     | 25                | 35               | 30     |
| 2002./03. | 5.   | 2. ŽNL Osječko-baranjska, NS Đakovo | 6.       | 26       | 11      | 5          | 10     | 51                | 46               | 38     |
| 2003./04. | 5.   | 2. ŽNL Osječko-baranjska, NS Đakovo | 5.       | 22       | 10      | 5          | 7      | 56                | 38               | 35     |
| 2004./05. | 5.   | 2. ŽNL Osječko-baranjska, NS Đakovo | 3.       | 26       | 14      | 7          | 5      | 71                | 27               | 49     |
| 2005./06. | 5.   | 2. ŽNL Osječko-baranjska, NS Đakovo | 2.       | 30       | 23      | 2          | 5      | 98                | 35               | 71     |
| 2006./07. | 6.   | 2. ŽNL Osječko-baranjska, NS Đakovo | 1.       | 30       | 24      | 5          | 1      | 102               | 21               | 77     |
| 2007./08. | 5.   | 1. ŽNL Osječko-baranjska            | 3.       | 30       | 16      | 4          | 10     | 71                | 39               | 52     |
| 2008./09. | 5.   | 1. ŽNL Osječko-baranjska            | 4.       | 30       | 19      | 1          | 10     | 73                | 39               | 58     |
| 2009./10. | 5.   | 1. ŽNL Osječko-baranjska            | 7.       | 30       | 13      | 7          | 10     | 57                | 45               | 46     |